# Hyperamblyops
Hyperamblyops (лат.) — род ракообразных семейства Mysidae из отряда Мизиды.

## Описание
Представители рода отличаются от других мизид следующими признаками: глаза большие, сверху выпукло-линзовидные, фасетки слабо развиты; боковой край тельсона в дистальной части плотно вооружен примерно 10 тонкими шипами. Плеоподы самцов двуветвистые, 1-я пара с многосуставным экзоподом и несращенным эндоподитом; 2—5-я пары с многочлениковыми экзоподом и эндоподитом. Первый переопод (ходильная нога) имеет хорошо развитый экзопод (внешняя ветвь), карпопроподы эндопода (внутренняя ветвь) с 3-й по 8-ю ветвь переопод делится на подсегменты, и на эндоподе уропод (задних придатках) есть статоцисты.

## Классификация
Род Hyperamblyops был впервые выделен в 1958 году и включает представителей, обитающих на глубинах до 2500 м, с длиной тела более 6 мм.
- Hyperamblyops antarcticus  (Hansen, 1913) — батипелагиаль (на глубине до 2000 м), 53S 36W  (длина тела около 6 мм)[6] (=Dactylamblyops antarcticus, Dactylamblyops antarctica)[7]
- Hyperamblyops atlanticus  Murano & Mauchline, 1999[8]
- Hyperamblyops japonicus  (Ii, 1964) — Япония[9]
- Hyperamblyops megalops  (O. Tattersall, 1955)
- Hyperamblyops nanus  Birstein & Tchindonova, 1958[10]